# Língua andoque
O andoque ou andoke é uma língua da família linguística andoque-urequena.

## Descrição

### Fonologia
A análise fonológica do andoque revela que apresenta seis vogais orais e quatro nasais e treze fonemas consonânticos, que podem representar-se no seguinte quadro:
| Vogais   | Anteriores | Centrais | Posteriores |
| Fechadas | i ĩ        | ɨ        | u ũ         |
| Médias   | e ẽ        | ə ə̃      | o õ         |
| Abertas  | a ã        | ʌ ʌ̃      | ɒ           |

| Consoantes        | labial | alveolar | palatal | velar | glotal |
| oclusivas surdas  | p      | t        |         | k     | ʔ      |
| oclusivas sonoras | b      | d        | ɟ       |       |        |
| nasais            | m      | n        | ɲ       |       |        |
| fricativas surdas | f      | s        |         |       | h      |

Andoque é uma língua tonal. A sílaba pode ter um tonema alto ou um tonema baixo. Estes tons são realizados de maneiras diferentes, dependendo do contexto.

### Clasificadores
Todo enunciado que afirma algo tem uma palavra chamada "assertiva", composta por um indicador gramatical e pelas marcas de modalidade que o circundam. Doze índices são possíveis na posição de sujeito, 4 indicadores pessoais, e 8 indicadores classificatórios nominais de gênero ou de formas geométricas. Assim, os protagonistas do diálogo são referidos pelos prefixos o- ("eu"), ha- ("você" ), ka- ("nós") kə- ("vocês"); e as entidades que não participam do diálogo são classificadas pelos ínfixos como:
animadas
masculinas
presentes (-ya-)
ausentes (-o-)
femininas
presentes (-î-)
ausentes (-ô-)
coletivo (-ə-)
inanimadas
mole ou ahuecado (-o-)
rígido ou alargado (-ó-)
outros (-ʌ-)
O predicado verbal possui um sufixo que corresponde ao indicador de assunto: -ʌ para animado e suave ou oco; -ó para rígido ou alongado; -i para os outros. Também se marca con prefixos que indicam modo, direção ou aspeto e infixos de tempo. O predicado nominal (o que algo é em si) não possui um sufixo de concordância ou um prefixo dinâmico, mas pode apresentar um infixo de tempo e modo, como um verbo. As outras funções (beneficiário, instrumental, locativos) aparecem fora do verbo na forma de indicadores sufixados por uma marca de caso. Existem 11 sufixos de caso.
Por outro lado, a frase possui marcas de conhecimento, quatro para evidenciar se o conhecimento é próprio ou do interlocutor e mais duas para determinar se a informação provém de outra pessoa ou de sua própria dedução. A marca -nokó serve para focar a história, seja por destacar os protagonistas, seja por indicar o momento culminante.